# Biała (Wisła)
Biała är en biflod åt öster till Wisła i södra Polen, som har sina källor i Beskiderna. floden är 29 kilometer lång.